# Alucita dohertyi
Alucita dohertyi is een vlinder uit de familie van de waaiermotten (Alucitidae). De wetenschappelijke naam van de soort is voor het eerst geldig gepubliceerd in 1909 door Walsingham.
De soort komt voor in tropisch Afrika.